# Napoléon (mini-série)
Pour les articles homonymes, voir Napoléon (homonymie).
Napoléon est une mini-série historique franco-canadienne en quatre épisodes de 100 minutes, réalisée par Yves Simoneau et diffusée en France à partir du 7 octobre 2002 sur France 2, au Québec du 2 au 23 février 2003 à Super Écran puis rediffusée à la Télévision de Radio-Canada.
Cette série retrace l'histoire du général Bonaparte, devenu consul à la suite du coup d'état du 18 Brumaire, puis Empereur en 1804 à la demande du Sénat. Basée sur le roman de Max Gallo dont elle respecte la division en quatre parties, elle présente un Napoléon plus humain et parfois même manipulé par son entourage contrairement aux idées reçues.
1. Le Chant du départ (1795 - 1800)
2. Le Soleil d’Austerlitz (1800 - 1807)
3. L’Empereur des rois (1807 - 1812)
4. L’Immortel de Sainte-Hélène (1812 - 1821)

## Synopsis
Le général Bonaparte épouse Joséphine de Beauharnais et se lance dans la campagne d'Italie avec la fougue de la jeunesse, n'hésitant pas à risquer sa vie dans les combats. Il remarque que Joséphine le trompe avec un autre militaire, mais finit par lui pardonner, abandonnant son projet de divorce. Il se lance par la suite dans la campagne d'Égypte en 1798 et rentre en France en 1799. Son frère Joseph lui propose de faire un coup d'État et choisit comme partenaires Roger Ducos et Emmanuel-Joseph Sieyès pour renverser le Directoire. Le coup d'État du 18 Brumaire manque de peu d'échouer mais Bonaparte devient Premier Consul. Réorganisant profondément la société, il établit le Concordat en 1801 et devient consul à vie en 1802.
Le sacre a lieu le 2 décembre 1804 et la victoire d'Austerlitz un an après jour pour jour. La bataille d'Iéna a lieu. Napoléon rencontre la jeune Marie Walewska, remporte la bataille d'Eylau et écrase les Russes à la bataille de Friedland. Il conclut la paix avec le traité de Tilsit avec le tsar Alexandre Ier, mais piétine en Espagne. En 1808, il organise une autre rencontre avec Alexandre Ier à l'entrevue d'Erfurt, où il comprend qu'il n'obtiendra pas le soutien du tsar pendant qu'il est en Espagne. En 1809, il divorce de Joséphine qui ne peut pas lui donner une descendance directe pour asseoir sa dynastie. Cette même année, l'empire d'Autriche lui déclare la guerre et c'est la victoire de Wagram, bien que le maréchal Jean Lannes soit mort à la bataille d'Essling. En 1810, il épouse Marie-Louise d'Autriche et le 20 mars 1811, après un accouchement difficile, la nouvelle impératrice donne naissance à un fils : Napoléon II, roi de Rome, que l'on croyait mort-né. En 1812, Napoléon se lance avec 600 000 hommes dans la campagne de Russie, entre à Moscou, mais doit se replier, n'obtenant pas la paix souhaitée. La retraite s'engage par des températures négatives et l'armée est presque intégralement détruite.
En 1813, les principales puissances européennes se liguent contre l'« Aigle » affaibli, à savoir l'empire d'Autriche, l'empire russe, le royaume de Prusse, le Royaume-Uni de Grande-Bretagne et d'Irlande et le royaume de Suède. Il est vaincu et doit se battre sur le territoire national lors de la campagne de France en 1814. Le premier Empire s'effondre, il abdique et obtient la souveraineté du Royaume de l'Ile d'Elbe. Échappant à la surveillance des Anglais, il tente un dernier éclat lors des Cent-Jours, mais est définitivement vaincu à bataille de Waterloo le 18 juin 1815 et doit de nouveau abdiquer en faveur de son fils Napoléon II. Napoléon Ier finit sa vie sur l'ile de Sainte-Hélène, en tissant sa légende.

## Fiche technique
Sauf indication contraire, les informations mentionnées dans cette section peuvent être confirmées par la base de données cinématographiques IMDb,  présente dans la section « Liens externes ».
- Titre original : Napoléon
- Réalisation : Yves Simoneau
- Scénario : Didier Decoin, d'après la biographie de Napoléon par Max Gallo.
- Décors : Richard Cunin
- Costumes : Pierre-Jean Larroque
- Musique : Richard Grégoire
- Photographie : Guy Dufaux
- Montage : Yves Langlois, Isabelle Malenfant
- Sociétés de production : A+E Networks, ASP Productions, GMT Productions, Kekchi Films Productions, KirchMedia, MA Films, Okko Productions, Spice Factory, Transfilm, Zweites Deutsches Fernsehen (ZDF)
- Pays de production :  France -  Italie -  Allemagne -  Canada -  États-Unis -  Royaume-Uni -  Hongrie -  Espagne -  Tchéquie
- Langue de tournage : français
- Tournage : mai 2001 à octobre 2001 en Hongrie, Tchéquie, Canada, France, Maroc, Autriche, Saint-Hélène.
- Budget : 40 millions d'euros[1]
- Format : Couleur - 1,78:1 - Son stéréo - 35 mm
- Genre : Film historique
- Durée : 357 minutes (5h57) à la télévision ; 380 minutes (6h20) en DVD
- Date de diffusion sur France 2 :
  - Première partie : 7 octobre 2002
  - Deuxième partie : 14 octobre 2002
  - Troisième partie : 21 octobre 2002
  - Quatrième partie : 28 octobre 2002

## Distribution
- Christian Clavier : Napoléon Bonaparte
- Isabella Rossellini : Joséphine de Beauharnais
- Gérard Depardieu : Joseph Fouché
- John Malkovich (VF: Edgar Givry) : Charles-Maurice de Talleyrand-Périgord
- Anouk Aimée : Letizia Bonaparte
- Philippe Volter : Paul Barras
- Heino Ferch (VF: Patrick Poivey) : Armand de Caulaincourt
- Sebastian Koch : le maréchal d'Empire Jean Lannes
- Ennio Fantastichini : Joseph Bonaparte
- Guillaume Depardieu : Jean-Baptiste Muiron
- Mavie Hörbiger : Marie-Louise d'Autriche
- Alexandra Maria Lara : la comtesse Marie Walewska
- Toby Stephens : le tsar Alexandre Ier de Russie
- Marie Bäumer : Caroline Bonaparte
- Claudio Amendola (VF: Gilbert Lachance) : le maréchal Joachim Murat
- John Wood : le pape Pie VII
- Yves Jacques : Lucien Bonaparte
- Julian Sands : Klemens Wenzel von Metternich
- Natacha Amal : Mme Bertrand
- Jacky Nercessian : Roustam Raza
- Serge Dupire : Pierre Cambronne
- Ludivine Sagnier : Hortense de Beauharnais
- Alain Doutey : le maréchal Michel Ney
- Tamsin Egerton : Miss Betzy
- David Francis : Hudson Lowe
- André Chaumeau : Louis XVIII
- André Oumansky : Emmanuel-Joseph Sieyès
- Jacques Brunet : Roger Ducos
- Jean-Gabriel Nordmann : Pierre-Louis Roederer
- Sylvain Corthay : le docteur Jean-Nicolas Corvisart
- Florence Darel : Juliette Récamier
- Alain Teulié : Hippolyte Charles
- Michel Ouimet : le docteur Ivan
- Philip Lenkowsky : Jean Baptiste Cipriani
- Christopher Heyerdahl : Étienne Geoffroy Saint-Hilaire
- Deborah Rudetzki : Julie
- Grégoire Bonnet : Louis Bonaparte
- Laurence Margerie : Élisa
- Constance Dollé : Pauline
- Dimitri Michelsen : Eugène
- László Görög : Marbot
- Doug Rand : Percier
- Mike Dineen : Fortin
- David La Haye : Louis-Antoine de Bourbon-Condé, duc d'Enghien
- Vincent Grass : Charles IV d'Espagne
- Alain Flick : Ferdinand VII des Asturies
- Jessica Paré : Éléonore Denuelle de La Plaigne

## Production

### Lieux de tournage
Parmi les lieux de tournage, on peut voir le château de Compiègne, censé représenter le palais des Tuileries. Le château de Kroměříž en Tchéquie fait office de Kremlin. On reconnaît également le château de Vaux-le-Vicomte.
Dans les autres lieux de tournage de la série, notons que le château d'Austerlitz en Tchéquie, le château de Versailles et le château de Malmaison sont tous des lieux qui ont réellement été occupés par Napoléon au cours de sa vie.

## Accueil

### Critiques
Le site Allociné recense un taux d'approbation de 4,1 / 5
La mini-série connait un regain d'intérêt en 2023 après la sortie du film éponyme de Ridley Scott accueillie timidement par le public français.

### Audiences
Les deux premiers épisodes obtiennent un très bon score lors de leur première diffusion française avec respectivement 37,6 % le lundi 7 octobre 2002 et 31,5 % le lendemain.
| Titre    | Titre                             | Date de diffusion | Audience France           | PDM    |
| -------- | --------------------------------- | ----------------- | ------------------------- | ------ |
| Napoléon | Le chant du départ (1/4)          | 7 octobre 2002    | 9 063 000 téléspectateurs | 37,6 % |
| Napoléon | Le soleil d’Austerlitz (2/4)      | 8 octobre 2002    | 7 632 000 téléspectateurs | 31,5 % |
| Napoléon | L’Empereur des rois (3/4)         | 14 octobre 2002   | 7 208 000 téléspectateurs | 29 %   |
| Napoléon | L’immortel de Sainte-Hélène (4/4) | 21 octobre 2002   | 6 731 000 téléspectateurs | 27,4 % |

### Polémique
L'homme politique italien Umberto Bossi, fondateur de la Ligue du Nord, a dénoncé le téléfilm comme étant « de la pure propagande de style jacobin » qui vise à « transformer en héros celui qui est responsable de la mort de pas moins de 200 000 Italiens ». Selon lui, « Napoléon n'est qu'un dictateur qui, en Italie, a effacé les principes démocratiques et anéanti les peuples du Nord ». Bossi a également critiqué le fait que le téléfilm soit financé et diffusé par la chaîne italienne Rai Uno. L'acteur Gérard Depardieu lui a répondu que « Ce n'est pas Bossi qui décide si Napoléon a été ou pas un monstre. ». Isabella Rossellini a aussi pris la parole pour défendre la fidélité historique du téléfilm. Les polémiques autour de Napoléon ont ainsi alimenté les revendications pour la production de téléfilms consacrés à des épisodes méconnus de l'histoire italienne.

## Analyse
Dans un entretien pour Le Parisien, l'historien Jean Tulard note quelques « erreurs de détail » en citant par exemple la charge tête nue de Joachim Murat à la bataille d'Eylau contrairement aux tableaux, l'apparition à l'écran de drapeaux anachroniques ou encore la présence de Joseph Fouché à Varsovie, en 1807, lors de la rencontre avec Marie Walewska alors qu'il n'était pas là. Dans Valeurs actuelles, il cite également les valses de Strauss (1867) utilisées comme fond musical lors de cette même rencontre, ce qui est anachronique. L'historien critique également le casting qui "décrédibilisent le film". Selon lui les acteurs sont trop connus, citant en particulier Christian Clavier et ses célèbres rôles de Jacquouille la Fripouille dans les séries de films des Visiteurs ou d'Astérix. Si Jean Tulard ne remet pas en cause les talents de l'acteur, il ne voit pas Clavier en Napoléon. Le choix d'un acteur connu risque selon lui d'éclipser le rôle joué au profit de son acteur. Aussi, Joseph Fouché est interprété par Gérard Depardieu ce qui n'est pas cohérent selon Tulard car Fouché était un homme maigre et sec contrairement à l'acteur. Il l'aurait plutôt vu en Joachim Murat. Enfin, le choix de John Malkovich pour interpréter Talleyrand manque de cohérence dans la mesure où l'acteur est étranger et que Talleyrand représente l'élégance française de l'époque. Selon lui, la mini-série est une succession de scènes, à la façon d'un manuel d'histoire, dans un contexte de commémoration du Bicentenaire. Dans Valeurs actuelles, Tulard assimile la minisérie à un documentaire interprété par des stars et parle d'image d'Epinal.

## Autour du film
- Le rôle du prince Murat est joué par Claudio Amendola. Dans le Napoléon de Sacha Guitry, le rôle de Caroline Murat, sœur de l'empereur et épouse du prince Murat, était tenu par Anna Amendola.
- Le téléfilm fut réalisé en plusieurs versions, en français avec les acteurs francophones et anglais avec les acteurs anglophones. Les voix du téléfilm final sont post-synchronisées.
- Avec un budget de 40 millions d'euros, la mini-série est la fiction télévisée française la plus chère de l'histoire à sa sortie, battant la mini-série Le Comte de Monte-Cristo (100 millions de francs soit 25 millions d'euros) et proche du film français le plus cher, Astérix et Obélix : mission Cléopâtre (43 millions d'euros)[1].